# Каямунг-Грант (Нью-Мексико)
Каямунг-Грант (англ. Cuyamungue Grant) — переписна місцевість (CDP) в США, в окрузі Санта-Фе штату Нью-Мексико. Населення — 184 особи (2020).

## Географія
Каямунг-Грант розташований за координатами 35°50′47″ пн. ш. 105°59′42″ зх. д. / 35.84639° пн. ш. 105.99500° зх. д. (35.846397, -105.994899).  За даними Бюро перепису населення США в 2010 році переписна місцевість мала площу 6,57 км², уся площа — суходіл.

## Демографія
Згідно з переписом 2010 року, у переписній місцевості мешкало 226 осіб у 94 домогосподарствах у складі 61 родини. Густота населення становила 34 особи/км².  Було 99 помешкань (15/км²).
Расовий склад населення:
| - 84,5 % — білих - 1,8 % — корінних американців - 12,8 % — осіб інших рас |

До двох чи більше рас належало 0,9 %. Частка іспаномовних становила 61,1 % від усіх жителів.
За віковим діапазоном населення розподілялося таким чином: 23,5 % — особи молодші 18 років, 63,2 % — особи у віці 18—64 років, 13,3 % — особи у віці 65 років та старші. Медіана віку мешканця становила 39,8 року. На 100 осіб жіночої статі у переписній місцевості припадало 100,0 чоловіків;  на 100 жінок у віці від 18 років та старших — 111,0 чоловіків також старших 18 років.
За межею бідності перебувало 29,1 % осіб, у тому числі 0,0 % дітей у віці до 18 років та 0,0 % осіб у віці 65 років та старших.
Цивільне працевлаштоване населення становило 44 особи. Основні галузі зайнятості: будівництво — 31,8 %, роздрібна торгівля — 11,4 %, публічна адміністрація — 11,4 %.